# Apatia (album)
Apatia — piąty album studyjny polskiego zespołu Pneuma nagrywany od maja 2009 do lutego 2011 roku. Wydany w 11 lipca 2011 roku przez Mystic Production. Album został wyróżniony tytułem metalowej płyty roku 2011 w plebiscycie portalu Wirtualna Polska.

## Lista utworów
Opracowano na podstawie materiału źródłowego.
1. "Intro" - 0:58
2. "Egoteo" - 4:57
3. "Apatia" - 6:31
4. "Między Tobą A Mną" - 6:34
5. "Coraz Mniej" - 4:26
6. "Symbiot" - 5:41
7. "Ukochane Dzieci Diabła" - 4:49
8. "Srebro I Szkło" - 4:09
9. "Śmierć Wie Lepiej" - 4:10
10. "Kolejny Koniec" - 4:31

## Twórcy
- Kuba "Kikut" Mańkowski - wokal, gitara
- Przemek "T.yoy" Chłąd - perkusja
- Michał "Mihu" Ochmański - gitara basowa, wokal
- Marcin "Kruko" Krukowski - gitara, wokal
- Szymon Czech - mastering
- Hans Find Moller - kontrabas
- Karen Deulend Guastavino - saksofon barytonowy
- Marie Louise von Bulow - kontrabas
- Troels Drasbeck - perkusja
- Martin Bennebo Pedersen - akordeon
- Czesław Mozil - kontrabas
- Patryk "Seth" Sztyber - gitara prowadząca
- Maciek "Siara" Sieczak - gitara prowadząca
- Adam Tkaczyk - werble
- Mateusz "Faun" Dębski - wokal wspierający
- Maciej "Hava" Kulwiec - wokal wspierający
- Jan Galbas - wokal wspierający